# 唐人街 (電影)
《唐人街》（英語：Chinatown）是1974年上映的一部美國新黑色電影，由羅曼·波蘭斯基所執導，傑克·尼克遜、費·唐娜薇、約翰·休斯頓所主演。唐人街被廣泛的認為是美國電影史上最重要的電影之一，獲選AFI十大類型十大佳片。

## 劇情簡介
在1937年的洛杉矶。杰克在自家的私人徵信社专中專職调查桃色事件。但他的本事遠不止此。
自称是毛瑞太太的女人来到徵信社声称丈夫有外遇，不惜代價要求查出那个女人是谁。他發現其夫霍利斯是市政府水务处总工程师，因地質問題反对建造水坝，因而遭到当地农民抗议。杰克祕密追踪霍利斯，发现他整天在郊区勘察旱情，之後得到偷拍的照片，证明确有一个年輕女人和霍利斯見面。消息不知何故走漏，竟然登上報紙。
真正的毛瑞太太艾弗琳突然現身指控杰克無故跟蹤调查霍利斯，告诉他已向法院提出诉讼。傑克企圖找到霍利斯查問，發現他已淹死在水道中。偵辦此案的警方老友認定是意外身亡，並無可疑。亟求真相的傑克發覺有人竟在旱期中趁夜偷偷放水，自己則遭遇血光之災，被威脅著別再查下去。事情急轉直下將杰克捲入一場驚心動魄的冒險。他找查出水務處牽涉其中，而霍利斯與其岳父克羅斯之間亦敵亦友。克羅斯父女各出重金要求傑克探查命案真相，卻又各自保留部分秘密。
傑克會同雇用他的艾弗琳查出有人暗中以養老院中的老人們為人頭，大舉收購在旱象中因缺乏灌溉而經營不下去的果園。兩人在查案過程中互生情愫。傑克吐露往事。他原是唐人街警探，因故辭職轉當私家偵探。但傑克查出她軟禁與其夫見面的年輕女性。在傑克逼問下，艾弗琳承認那是自己的妹妹。
假的毛瑞太太在自宅遇害，警方因她與傑克的牽扯認定他涉有重嫌，而霍利斯其實是他殺。傑克趁隙查出命案第一現場，並逼問出艾弗琳與其父及「妹妹」間不可告人的關係。他因勢利導將所有相干人等安排到唐人街齊聚。最終，也改變不了什麼。

## 外部連結
- 開眼電影網上《唐人街》的資料（繁體中文）
- 豆瓣电影上《唐人街》的資料 （简体中文）
- 时光网上《唐人街》的資料（简体中文）
- AllMovie上《唐人街》的资料（英文）
- 爛番茄上《唐人街》的資料（英文）
- Box Office Mojo上《唐人街》的資料（英文）
- TCM电影资料库上《唐人街》的资料（英文）
- Metacritic上《唐人街》的資料（英文）
- 互联网电影数据库（IMDb）上《唐人街》的资料（英文）